# Dennis Coard
Joseph Dennis Coard es un actor australiano, conocido por haber interpretado a Michael Ross en la serie Home and Away.

## Biografía
Dennis conoció a la actriz Debra Lawrance en 1990, la pareja se casó en 1992, un año después le dieron la bienvenida a su primera hija juntos Grace Coard y en 1999 le dieron la bienvenida a William Coard.

## Carrera
El 22 de octubre de 1990 se unió al elenco principal de la popular serie australiana Home and Away donde interpretó a Michael Ross, el segundo esposo de Pippa Fletcher hasta el 29 de abril de 1996 luego de que su personaje muriera ahogado mientras intentaba salvar a su hijo adoptivo Sam Marshall (Ryan Clark).
En 1998 apareció por primera vez en la serie policíaca Blue Heelers donde interpretó a Gerard Landers en el episodio "Missing Digits", posteriormente apareció de nuevo en la serie en el 2000 donde dio vida a Robert Barton en el episodio "Welcome Back" y finalmente en el 2004 interpretando a Robert Davies en el episodio "Cast the First Stone".
En el 2002 apareció en la serie Guinevere Jones donde interpretó a Harve Rosen, el padre de la joven Ginebra "Gwen" Jones (Tamara Hope).
En el 2007 apareció en la película Noise donde interpretó al sargento mayor de la policía Neville Mobley.
En el 2010 apareció por segunda vez en la serie policíaca City Homicide donde interpretó a Thomas Ingleton, anteriormente había aparecido por primera vez en la serie en el 2007 donde interpretó a Kevin Callaghan durante el episodio "Raising the Dead".
En el 2012 apareció como invitado en la serie cómica Woodley donde dio vida a Myles y en la serie de drama y misterio Miss Fisher's Murder Mysteries donde interpretó al padre O'Leary.

## Filmografía

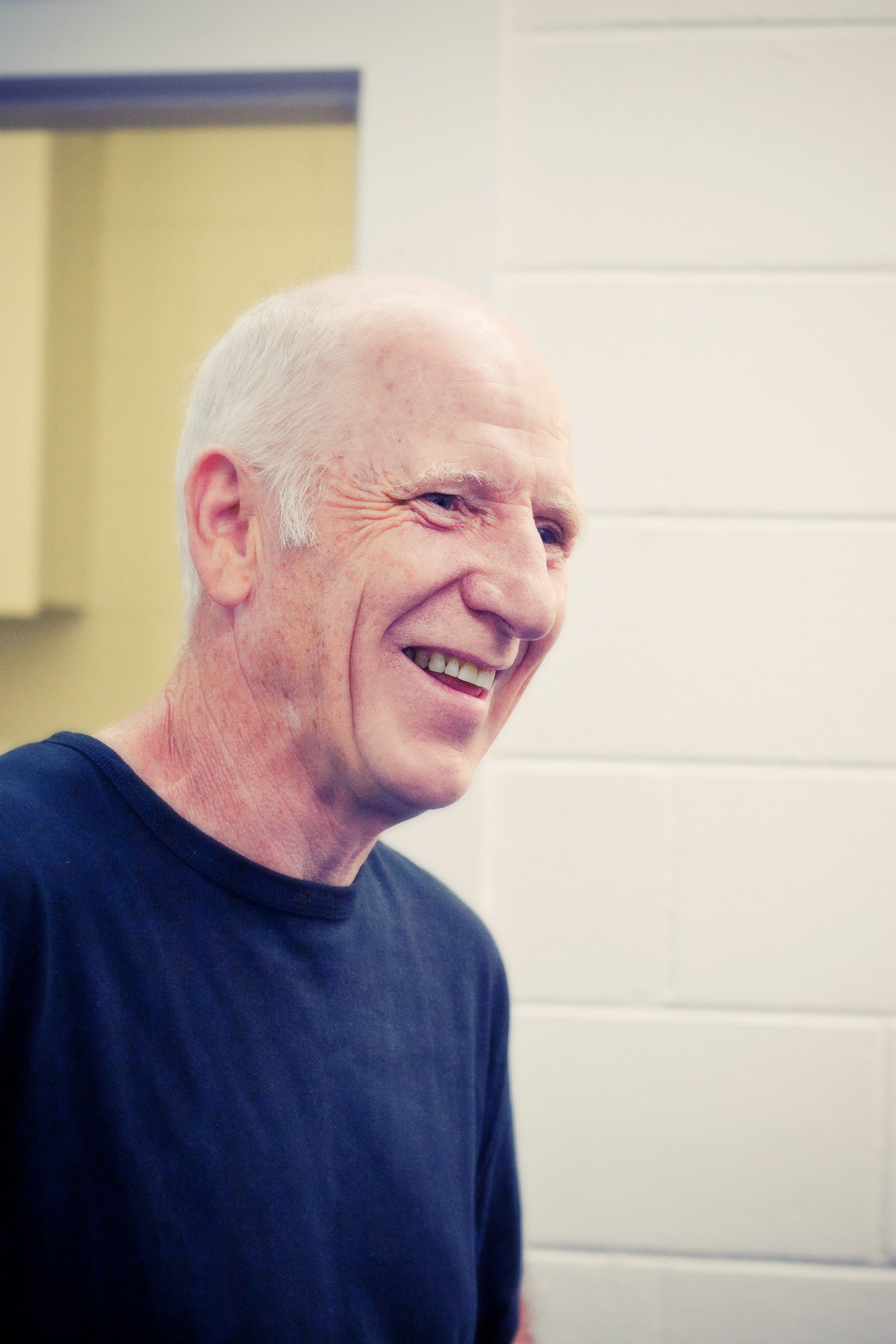

### Series de Televisión
| Año         | Serie                          | Personaje          | Notas                                      |
| ----------- | ------------------------------ | ------------------ | ------------------------------------------ |
| 2012, 2015  | Miss Fisher's Murder Mysteries | Padre O'Leary      | 3 episodios                                |
| 2013        | The Doctor Blake Mysteries     | Harold Morris      | episodio "Mortal Coil"                     |
| 2013        | It's a Date                    | Neil               | episodio "When Should You Abandon A Date?" |
| 2012        | Woodley                        | Myles              | episodio "Vern's Last Gig"                 |
| 2010        | City Homicide                  | Thomas Ingleton    | episodio "Ties That Bind"                  |
| 2009        | The Circuit                    | Doctor Landers     | episodio "The Fallout"                     |
| 2008        | Very Small Business            | Noel               | 2 episodios                                |
| 2004        | Blue Heelers                   | Robert Davies      | episodio "Cast the First Stone"            |
| 2003        | MDA                            | Doug Blain         | episodio "The Samaritan Kind"              |
| 2002        | Guinevere Jones                | Harve Rosen        | -                                          |
| 2001        | Horace & Tina                  | Mr. Belvedere      | episodio "Number One Again"                |
| 2001        | Stingers                       | Padre Jim Hawthorn | episodio "Beyond Redemption"               |
| 2000        | Something in the Air           | Maurie             | episodio "Country Races"                   |
| 1998        | Water Rats                     | John Moore         | episodio "For Old Times' Sake"             |
| 1997        | State Coroner                  | Ron Sheldrick      | episodio "Shortcut to Death"               |
| 1997        | Good Guys Bad Guys             | Chuckles           | episodio "Fatal Distraction"               |
| 1990 - 1996 | Home and Away                  | Michael Ross       | 354 episodios                              |

### Películas
| Año  | Título                       | Personaje           | Notas |
| ---- | ---------------------------- | ------------------- | --- |
| 2014 | Predestination               | Mayor Davidson      | junto a Ethan Hawke, Noah Taylor, Madeleine West & Freya Stafford                                            |
| 2013 | The Playbook                 | Monte Thomas        | junto a Oliver Bates, Harry Borland, Peter Cassidy & Lauren Clair                                            |
| 2012 | Groomless Bride              | Padre Tarquin       | junto a Natalie Blair, Ella Bowman, Travis McMahon & Georgia Bolton                                          |
| 2012 | Christmas Clay               | Gazzy               | corto - junto a Dave Lawson, Cindy Waddingham, Ash Williams & Stephen Curry                                  |
| 2012 | The Unknown Land             | Richard             | corto - junto a Linda Chin                                                                                   |
| 2012 | The Playbook                 | Monte Thomas        | junto a Lauren Clair, Mick Preston & Cate Commisso                                                           |
| 2010 | The Julian Paradoxe          | Sir Kenneth Oakland | junto a Liz Catherall, Patrick Constantinou, John Morris & John Stanton                                      |
| 2008 | Monash: The Forgotten Anzac  | Billy Hughes        | junto a Robert Menzies, Zoe Bertram, Nicholas Bell, Ian Bliss & Noel Herriman                                |
| 2008 | Menzies and Churchill at War | Fred Shedden        | junto a Matthew King, Charles 'Bud' Tingwell, Margot Knight & Noel Herriman                                  |
| 2007 | Bastard Boys                 | Mike Wells          | junto a Colin Friels, Geoff Morrell, Jack Thompson, Anthony Hayes, Rhys Muldoon, Dan Wyllie & Justine Clarke |
| 2007 | The Jammed                   | Evangelista         | junto a Emma Lung, Veronica Sywak, Saskia Burmeister & Masa Yamaguchi                                        |
| 2007 | Noise                        | Sgt. Neville Mobley | junto a Brendan Cowell, junto a Nicholas Bell, Maud Davey, Luke Elliot, Nathan Page & Monica Maughan         |
| 2002 | Radio Samurai                | Alfred Moses        | junto a Nathan Hill, Brooke Satchwell, Stuart Orr & Joanna MacKay                                            |
| 1998 | Amy                          | Snr. Sgt. Thurgood  | junto a Alana De Roma, Rachel Griffiths, Ben Mendelsohn, Kerry Armstrong, Sullivan Stapleton & Susie Porter  |
| 1990 | Return Home                  | Noel                | junto a Andy McPhee, Ben Mendelsohn & Frankie J. Holden                                                      |
| 1990 | Jigsaw                       | Wayne               | junto a David Bradshaw & Rebecca Gibney                                                                      |
| 1989 | Blowing Hot and Cold         | Hogan               | junto a Peter Adams, Joe Dolce, Kate Gorman & Bruce Kane                                                     |

### Escritor
| Año        | Título                       | Notas           |
| ---------- | ---------------------------- | --------------- |
| 2002, 2003 | The Fall of the Roman Umpire | obra - escritor |

### Teatro[3]
| Año            | Obra                     | Personaje | Director (a)   | Teatro                      | Notas                                                                  |
| -------------- | ------------------------ | --------- | -------------- | --------------------------- | ---------------------------------------------------------------------- |
| 2012           | Let The Sunshine         | -         | -              | Griffith Theatre            | junto a Alexandra Fowler, Peter Phelps, Toni Scanlan & Hannah Norris   |
| 2011           | Black Box 149            | -         | Matt Scholten  | La Mama Theatre             | junto a Majid Shokor                                                   |
| 2011           | Ruben Guthrie            | -         | Brendan Cowell | Red Stitch Actors Theatre   | junto a Erin Dewar, Simon Maiden, Anna Samson & David Whiteley         |
| 2008           | Richard III Unhinged     | -         | Glenn Elston   | Athenaeum Theatre           | junto a Lisa Angove, Jonathan Dyer, Kevin Hopkins & Scott Terrill      |
| 2001,2002,2004 | Second Childhood         | -         | Melanie Beddie | Alexander Theatre           | junto a Geoff Dunstan, Justin Lehmann, Helen O'Malley & Nicci Wilks    |
| 2002, 2003     | The Fall of the Roman U. | -         | -              | Butter Factory Theatre      | -                                                                      |
| 1999           | Diving for Pearls        | -         | Melanie Beddie | -                           | junto a Peta Brady, Tom Considine, Kate Hood & Penelope Stewart        |
| 1998           | Sylvia                   | -         | Roger Hodgman  | Sir Robert Helpmann Theatre | junto a Peter Curtin, Debra Lawrance & Genevieve Morris                |
| 1997           | Market Forces            | -         | Crispin Taylor | Ensemble Theatre            | junto a Annie Byron, Drayton Morley & Vic Rooney                       |
| 1997           | Flexi-Time               | -         | Crispin Taylor | Ensemble Theatre            | junto a Philip Holder, Russell Newman, Michael Ross & Paul Zebrowski   |
| 1997           | Act One                  | -         | Chris Canute   | Ensemble Theatre            | junto a Annie Byron, Glenn Hazeldine & Paul Wilson                     |
| 1996           | The Rover                | -         | Roger Hodgman  | Playhouse Theatre           | junto a Anita Hegh, Colette Mann, Caitlin McDougall & Andrew McFarlane |
| 1990           | The Comedy of Errors     | -         | Simon Phillips | Playhouse Theatre           | junto a Don Barker, Bill McCluskey, Richard Piper & Geoffrey Rush      |
| 1990           | Marat/Sade               | -         | Simon Phillips | Playhouse Theatre           | junto a Syd Brisbane, Bill McCluskey, Richard Piper & Geoffrey Rush    |
| 1989           | See How They Run         | -         | Roger Hodgman  | Playhouse Theatre           | junto a Alan Andrews, Paul English, Judith McGrath & Richard Piper     |
| 1989           | The Funeral Party        | -         | Wendy Madigan  | Carlton Courthouse Theatre  | junto a Jim Daly, Margaret Kinnon & Christopher Lee                    |
| 1989           | Heart For The Future     | -         | Roger Hodgman  | Playhouse Theatre           | junto a Brandon Burke, Victoria Eagger & Alan Fletcher                 |
| 1989           | Dreams in an Empty City  | -         | Simon Phillips | Playhouse Theatre           | junto a Peter Crossley, Tommy Dysart, Jane Henderson & Richard Piper   |
| 1989           | Macbeth                  | -         | Simon Phillips | Playhouse Theatre           | junto a Tommy Dysart, Frank Gallacher, Richard Piper & David Pledger   |
| 1989           | Our Country's Good       | -         | Roger Hodgman  | Playhouse Theatre           | junto a Sally Cooper, Robert Menzies, Helen Morse & Richard Piper      |
| 1989           | The Recruiting Officer   | -         | Kim Durban     | Playhouse Theatre           | junto a Paul English, Robert Menzies, Helen Morse & Richard Piper      |
| 1989           | The Cherry Orchard       | -         | Roger Hodgman  | Playhouse Theatre           | junto a Nadine Garner, Helen Morse, Robyn Nevin & Pamela Rabe          |